# Інгібітор контрольної точки
Терапія інгібіторами контрольних точок є формою імунотерапії онкологічних хвороб. Вона націлена на імунні контрольні точки, ключові регулятори імунної системи, які при стимуляції можуть послабити імунну відповідь на імунологічний стимул. Деякі види пухлин можуть "захистити" себе від атаки імунної системи, активуючи імунні контрольні точки. Інгібітори контрольних точок можуть блокувати гальмівні контрольні точки, відновлюючи функцію імунної системи.  Першим протираковим лікарським засобом, спрямованим на імунну контрольну точку, був іпілімумаб, блокатор CTLA4, схвалений у Сполучених Штатах у 2011 році. 
Наразі схвалені інгібітори контрольних точок, націлені на молекули CTLA4, PD-1 і PD-L1. PD-1 — це трансмембранний білок запрограмованої клітинної смерті 1 який взаємодіє з PD-L1 (лігандом 1 PD-1 або CD274). PD-L1 зв’язується з PD-1 на поверхні імунних клітин, що пригнічує активність імунних клітин. Серед функцій PD-L1 є ключова регуляторна роль у діяльності Т-клітин.   Виявляється, що зростання кількості PD-L1 на поверхні пухлинних клітин може пригнічувати Т-клітини, які в іншому випадку могли б атакувати цю пухлину. Коли антитіла зв’язуються з PD-1 або PD-L1, блокуючи їх, Т-клітини можуть атакувати пухлину. 
За фундаментальні відкриття, які дозволили розробити інгібітори контрольних точок, Джеймс П. Еллісон і Тасуку Хондзьо отримали премію Тан з біофармацевтики та Нобелівську премію з фізіології та медицини у 2018 році.  

## Зареєстровані інгібітори контрольних точок
| Міжнародна назва       | Торгова марка | Власник прав                                                                | Мішень        | Рік реєстрації | Показання (станом на травень 2023) |
| ---------------------- | ------------- | --------------------------------------------------------------------------- | ------------- | -------------- | --- |
| Іпілімумаб             | Yervoy        | Bristol-Myers Squibb                                                        | CTLA-4        | 2011           | метастатична меланома, нирково-клітинна карцинома, колоректальний рак, гепатоцелюлярна карцинома, недрібноклітинний рак легенів, злоякісна мезотеліома плеври, плоскоклітинний рак стравоходу (у поєднанні з ніволумабом) |
| Тремелімумаб           | Imjudo        | AstraZeneca                                                                 | CTLA-4        | 2022           | гепатоцелюлярна карцинома (у комбінації з дурвалумабом), недрібноклітинний рак легені (у поєднанні з дурвалумабом і хіміотерапією на основі платини) |
| Ніволумаб              | Opdivo        | Bristol-Myers Squibb (North America) + Ono Pharmaceutical (other countries) | PD-1          | 2014           | метастатична меланома, недрібноклітинний рак легені, нирково-клітинна карцинома, лімфома Ходжкіна, рак голови та шиї, уротеліальна карцинома, колоректальний рак, гепатоцелюлярна карцинома, дрібноклітинний рак легенів, карцинома стравоходу, злоякісна мезотеліома плеври, рак шлунка (або рак гастроезофагеального переходу)                 |
| Пембролізумаб          | Keytruda      | Merck Sharp & Dohme                                                         | PD-1          | 2014           | метастатична меланома, недрібноклітинний рак легенів, рак голови та шиї, лімфома Ходжкіна, уротеліальна карцинома, рак шлунка, рак шийки матки, гепатоцелюлярна карцинома, карцинома клітин Меркеля, нирково-клітинний рак, дрібноклітинний рак легенів, карцинома стравоходу, рак ендометрія, плоскоклітинний рак, жовчовивідний рак рак тракту |
| Атезолізумаб           | Tecentriq     | Genentech/Roche                                                             | PD-L1         | 2016           | рак сечового міхура, недрібноклітинний рак легені, рак молочної залози, дрібноклітинний рак легені, гепатоцелюлярна карцинома, метастатична меланома |
| Авелумаб               | Bavencio      | Merck KGaA and Pfizer                                                       | PD-L1         | 2017           | Карцинома Меркеля, уротеліальна карцинома, нирково-клітинна карцинома |
| Дурвалумаб             | Imfinzi       | Medimmune/AstraZeneca                                                       | PD-L1         | 2017           | недрібноклітинний рак легені, дрібноклітинний рак легені, рак жовчних шляхів |
| Цеміплімаб             | Libtayo       | Regeneron                                                                   | PD-1          | 2018           | плоскоклітинний рак, базаліома, недрібноклітинний рак легені |
| Достарлімаб            | Jemperli      | Tesaro                                                                      | PD-1          | 2021           | рак ендометрію |
| Релатлімаб / Ніволумаб | Opdualag      | Bristol-Myers Squibb                                                        | LAG-3 та PD-1 | 2022           | Для людей віком від 12 років із раніше нелікованою меланомою, яку неможливо видалити хірургічним шляхом або яка має метастази в організмі |

### Інгібітори контрольних точок клітинної поверхні

#### Інгібітори CTLA-4
Першим антитілом, схваленим FDA, був іпілімумаб, схвалений у 2011 році для лікування меланоми.  Він блокує молекулу CTLA-4. Клінічні випробування також показали деякі переваги анти-CTLA-4 терапії при раку легенів або підшлункової залози, зокрема в поєднанні з іншими засобами.  
Однак пацієнти, які отримують інгібітори контрольниї точок, мають високий ризик розвитку несприятливих реакцій, пов’язаних з імунною системою, таких як дерматологічні, шлунково-кишкові, ендокринні або печінкові аутоімунні реакції.  Це, швидше за все, пов’язано з широтою індукованої Т-клітинної активації, коли анти-CTLA-4 антитіла вводять шляхом ін’єкції в кровотік.
Використовуючи мишачу модель раку сечового міхура, дослідники виявили, що місцева ін’єкція низької дози анти-CTLA-4 в ділянку пухлини мала таку саму здатність інгібувати пухлину, як і при введенні антитіла в кров.  У той же час рівні циркулюючих антитіл були нижчими, що свідчить про те, що місцеве застосування анти-CTLA-4 терапії може призвести до меншої кількості несприятливих ефектів. 

#### Інгібітори PD-1
Початкові результати клінічних випробувань з антитілом проти PD-1 ніволумабом були опубліковані в 2010 році.  У 2014 році ніволумаб схвалений для лікування меланоми, раку легенів, раку нирок, раку сечового міхура, раку голови та шиї та лімфоми Ходжкіна. 
- Пембролізумаб (торгова марка Keytruda) є ще одним інгібітором PD-1, який був схвалений FDA у 2014 році та був другим інгібітором контрольних точок, схваленим у Сполучених Штатах. [17] Пембролізумаб схвалений для лікування меланоми та раку легенів і виробляється компанією Merck. [16]
- Спарталізумаб (PDR001) — це інгібітор PD-1, який розробляє компанія Novartis для лікування як солідних пухлин, так і лімфом. [18] [19] [20]

#### Інгібітори PD-L1
У травні 2016 року інгібітор PD-L1 атезолізумаб був схвалений для лікування раку сечового міхура. 
Інгібітори LAG-3
У 2022 році FDA схвалила комбінацію релатлімабу та ниволумабу для продажу під назвою Opdualag для людей віком від 12 років із раніше нелікованою меланомою, яку неможливо видалити хірургічним шляхом або яка метастазувала. Релатлімаб блокує білок на імунних клітинах під назвою LAG-3. 

### Інгібітори внутрішньоклітинних контрольних точок
Інші способи посилення імунотерапії включають націлювання на так звані внутрішні контрольні точки. Багато з цих внутрішніх регуляторів включають молекули з активністю убіквітинлігази, включаючи CBLB і CISH .

#### CISH
Нещодавно було виявлено, що CISH (цитокініндукований білок SH2), ще одна молекула з активністю убіквітинлігази, індукується лігуванням Т-клітинного рецептора (TCR) і негативно регулює його шляхом націлювання на критичний проміжний сигнал PLC-gamma-1.  Було показано, що делеція CISH в ефекторних Т-клітинах різко посилює передачу сигналів TCR і подальше вивільнення ефекторних цитокінів, проліферацію та виживання. Адоптивне перенесення пухлиноспецифічних ефекторних Т-клітин, нокаутованих по CISH, призвело до значного збільшення функціональної авідності та довгострокового імунітету до пухлини. На диво, не було жодних змін у активності передбачуваної цілі Cish, STAT5. Нокаут CISH у Т-клітинах посилив експресію PD-1 і адаптивну передачу нокаутних Т-клітин CISH у синергічному поєднанні з блокадою антитілами PD-1, що призвело до стійкої регресії пухлини та виживання на доклінічній тваринній моделі. Таким чином, Cish представляє новий клас Т-клітинних внутрішніх імунологічних контрольних точок з потенціалом для радикального покращення адаптивної імунотерапії раку.   

## Несприятливі ефекти
Інгібітори контрольних точок (ІКТ) можуть бути пов'язані з несприятливими  ефектами, асоційованими з імунною системою. Гальмування контрольних точок може мати різноманітний вплив на більшість систем і органів. Часто зустрічається коліт (запалення товстої кишки). Точний механізм невідомий, але в деяких аспектах він відрізняється в залежності від молекули, на яку спрямовано ураження.  Тиреоїдит, що супроводжується гіпотиреозом, є поширеною імунозалежною несприятливою реакцією, особливо при застосуванні комбінацій різних ІКТ.  Основний механізм тиреоїдиту, спричиненого ІКТ, може відрізнятися від інших форм тиреоїдиту.  Гіпофізит більш специфічний для інгібіторів CTLA-4.  Інфузія ІКТ також асоціюється з гострою серонегативною міастенією.  Нижчу частоту гіпотиреозу спостерігали в дослідженні комбінованого виснаження В-клітин і лікування ІКТ порівняно з монотерапією ІКТ.  Це перспективно для поєднання терапії ІКТ з імуносупресивними препаратами для досягнення протиракових ефектів з меншою токсичністю.
Дослідження показують, що внутрішні фактори, такі як бактерії роду Bacteroides, які населяють кишечник,  перспективно змінюють ризик розвитку побічних ефектів, пов’язаних з імунною системою. У пацієнтів після трансплантації фекального мікробіому від здорових донорів спостерігалося послаблення імунної токсичності. 